# Erik Grebäck
Erik Hugo Grebäck (i riksdagen kallad Grebäck i Knutby), född 11 december 1905 i Spånga, Stockholms län, död 8 juni 1993 i Björklinge församling, Uppsala län, var en svensk agronom och centerpartistisk politiker.
Grebäck var ledamot av riksdagen 1958–1973 för Stockholms läns valkrets, fram till 1970 i andra kammaren. 
Studerat vid Uppsala läroverk, agronomexamen vid Ultuna ht 1931, blev ungdomskonsulent i J.U.F. 1932, lärare vid Kävesta lantmannaskola 1932–1935, vid Hussborgs lantmannaskola i Medelpad 1935–1942, jordbrukssakkunnig och byråchef vid arbetsmarknadskommissionen 1942–1946, chefskonsulent vid J.U.F. 1946–1947, chef för Norsk Hydros lantbrukskontor i Sverige sedan 1947, riksdagsman sedan juni 1958 för centerpartiet. Erik Grebäck är begravd på Knutby kyrkogård.